# District de la Vallée du Bandama
La Vallée du Bandama est un district de Côte d'Ivoire, en Afrique de l'ouest, qui a pour chef-lieu la ville de Bouaké. Elle a une superficie de 28 530 km2 et une population estimée à 1 964 929 habitants en 2021. 
Ce district est situé au centre du pays, entre les districts du Woroba à l'ouest, des Savanes au nord, du Zanzan à l'est, des Lacs au sud et du Sassandra-Marahoué au sud-ouest.
Avant le redécoupage administratif de 2011, le territoire de ce district formait la région de la Vallée du Bandama. Depuis le redécoupage, ce district regroupe deux régions distinctes : le Hambol et le Gbêkê.
Le district est peuplé en majorité par les Baoulés (région de Gbêkê, Présidée par Mme Dia ), les djiminis et les Tagbanas(région du Hambol Présidée par Ibrahim Kalil KONATE).
Le district tire son nom du fleuve Bandama alors quele fleuve ne le traverse pas mais marque sa frontière ouest avec le district du Woroba.

## Démographie
| 1988    | 1998      | 2014      | 2021      |
| ------- | --------- | --------- | --------- |
| 812 738 | 1 080 509 | 1 440 826 | 1 964 929 |

## Départements
- Région de Gbêkê :
  - Bouaké (chef-lieu de région et de district)
  - Béoumi
  - Botro
  - Sakassou
- Région du Hambol :
  - Katiola (chef-lieu de région)
  - Dabakala
  - Niakaramandougou